# 킴 헤바에르트
킴 헤바에르트(네덜란드어: Kim Gevaert, 1978년 8월 5일 ~ )는 전 벨기에의 단거리달리기 선수이다.

## 경력
루뱅에서 태어난 헤바에르트는 2004년 세계 실내 선수권에서 3회의 챔피언 게일 디버스에게 1초의 100분의 4로 밀려 우승할 수 있는 기회를 놓쳤다. 아테네 올림픽에서는 200m 결승전에서 6위에 그쳤으며, 2년 후에는 7.11초의 국내 기록과 함께 동메달을 땄다.
2006년 8월 9일 헤바에르트는 유럽 선수권에서 100m를 11.06초와 함께 우승하였다. 이틀 후에 200m를 우승하면서 높이뛰기를 우승한 티아 헬레바우트와 함께 축하를 벌였다. 자신의 첫 메달과 함께 35년 만에 유럽 선수권에서 벨기에의 첫 금메달리스트와 1994년 이래 단거리달리기 종목 2개를 우승하는 데 첫 여성 선수가 되었다.
2007년 세계 육상 선수권 대회에서 그녀는 동료 선수 한나 마리엔, 올리비아 보를레, 엘로디 우에드라오고와 함께 400m 릴레이 동메달을 획득하였다. 42.75초와 함께 국내 신기록을 세웠다. 며칠 전에 최고의 유럽 선수로서 그녀는 100m 5위를 하였다.
2008년 베이징 올림픽이 열리기 3일 전, 자신의 30세 생일에 헤바에르트는 2008년 시즌의 말기에 은퇴할 것을 선언하였다.
베이징 올림픽에서 그녀는 100m 준준결승전에서 3위를 하여 준결승전에 도달하였으나, 자신의 시작을 놓친 후에 6위를 하여 결승전 진출에 실패하였다. 400m 릴레이 결승전에서 벨기에 팀의 최종 주자로 달려 러시아 팀에 밀리면서 국내 신기록 42.54초와 함께 은메달을 획득하였다.
그해 9월 5일 브뤼셀에서 열린 이보 반 담 기념 대회에서 100m를 11.25초로 우승하면서 자신의 경력을 끝냈다.
2016년 베이징 올림픽에서 러시아의 율리야 체르모샨스카야의 도핑이 실증되어 러시아 팀은 금메달을 박탈당하자, 우승은 헤바에르트와 그녀의 동료 선수들에게 갔다.